# 802 DINOSAUR
『802 DINOSAUR』（エイトオーツー ダイナソー）は、FM802で2019年10月5日から2023年4月1日まで放送されていたラジオ番組である。

## 概要
2019年10月期改編で放送開始された番組。DJを務めた樋口大喜は『RADIO ∞ INFINITY』と合わせて週2日で深夜番組を担当していた。
番組のキャッチコピーは「アナタの好奇心をかきたてる“楽しい”がつまった2時間！週末に向けての起爆剤。」。番組内では樋口は「樋口ノドン」とも用いていた。

## 放送時間
- 土曜日 3:00 - 5:00（金曜深夜）（2019年10月5日 - 2023年4月1日）